# HELLO (大土井裕二のアルバム)
『HELLO』（ハロー）は、日本の歌手大土井裕二の2枚目のアルバム。2017年7月30日発売。発売元はエッグプランレコーズ。

## 概要
前作『merry-go-round』以来、4年9か月ぶりのアルバム。キーボードに増本直樹、ギターに菊池真義、ドラム・パーカッションに福長雅夫が制作に携わっている。

## 収録曲
- 全作曲：大土井裕二
- 全編曲：大土井裕二・増本直樹

1. Hello
作詞：大土井裕二
2. SMOKE
作詞：隈富太郎
3. 夢のまた夢
作詞：内海利勝
4. 笑顔のままで
作詞：木村晋宏
5. Dream
作詞：たなかひろあき
6. なんでもない時間
作詞：木村晋宏
7. HOW DO YOU KNOW
作詞：隈富太郎
8. friends
作詞：たなかひろあき
9. 想い出は風の中へ
作詞：たなかひろあき
10. 雨上がり
作詞：大土井裕二